# Kinga Grześków
Kinga Grześków (ur. 27 czerwca 1995 w Zielonej Górze) – polska akrobatka, wielokrotna mistrzyni Polski juniorów i seniorów w kategorii dwójek kobiet (2008) oraz trójek kobiet (2010–2012) w akrobatyce sportowej; zwyciężczyni 11. edycji programu Mam talent!.
Uczestniczyła w mistrzostwach świata w latach 2006, 2008, 2010 oraz 2012, a także w mistrzostwach Europy w roku 2006. 
W 2015 nawiązała współpracę z portugalskim akrobatą Goncalo Roque na potrzebę występów w „Pirates Adventure Show” na Majorce. Stworzyli projekt Duo Destiny, który otworzył im wspólną, światową karierę.
W duecie wzięli udział m.in. w 39. Festiwalu Cyrkowym „Cirque de Demain” w Paryżu, zwyciężyli 11. edycję programu Mam talent!, wystąpili w teledysku zespołu Masters pt. „To jest Miłość”, dotarli do półfinałów amerykańskiego programu Mam talent: Mistrzowie (America’s Got Talent: The Champions).